# أليستر ميلر
أليستر ميلر (بالإنجليزية: Allister Miller)‏ هو عسكري جنوب أفريقي، ولد في 1892 في إسواتيني، وتوفي في 1951.